# Nagy Erzsébet (iparművész)
Nagy Erzsébet (Budapest, 1954. február 25. –) iparművész, belsőépítész.
1981-ben diplomázott az Iparművészeti Főiskola belsőépítész szakán. 1981-1988 között az Artex Külker. váll., 1991-ig a Zala Bútorgyár belsőépítésze és bútortervezője. 1991-től szabadfoglalkozású. 1982 óta alapító tagként a Fiatal Iparművészek Stúdiójának tagja. Főbb munkái között található a bécsi "cat's" diszkóbár, a seregélyesi Zichy-hadik kastélyszálló és szovjet megrendelésre készült munkák. Csoportos kiállításokon vett részt 1974-91 között nemzetközi bútorkiállításokon, a többek között Londonban, Kölnben, Párizsban, Montréalban és Torinóban szerepelnek munkái. Híres munkái: Hédervári Kastély Szalon, Hálószoba garnitúra 1989 torontói bútor világkiállításra.